# Cyphochilus ventritectus
Cyphochilus ventritectus är en skalbaggsart som beskrevs av Brenske 1903. Cyphochilus ventritectus ingår i släktet Cyphochilus och familjen Melolonthidae. Inga underarter finns listade i Catalogue of Life.